# 書道界
書道界（しょどうかい）とは、書を専門とする者（書家）とそれに関係する者の社会のこと。日本では書壇ともいう。中国語では書法界（繁体字）という。日本では昭和時代から安定した大きな書道団体が創立されたが、それ以降の書家だけによって造られた純粋な書道界を書壇という場合が多い。

## 日本の書道界

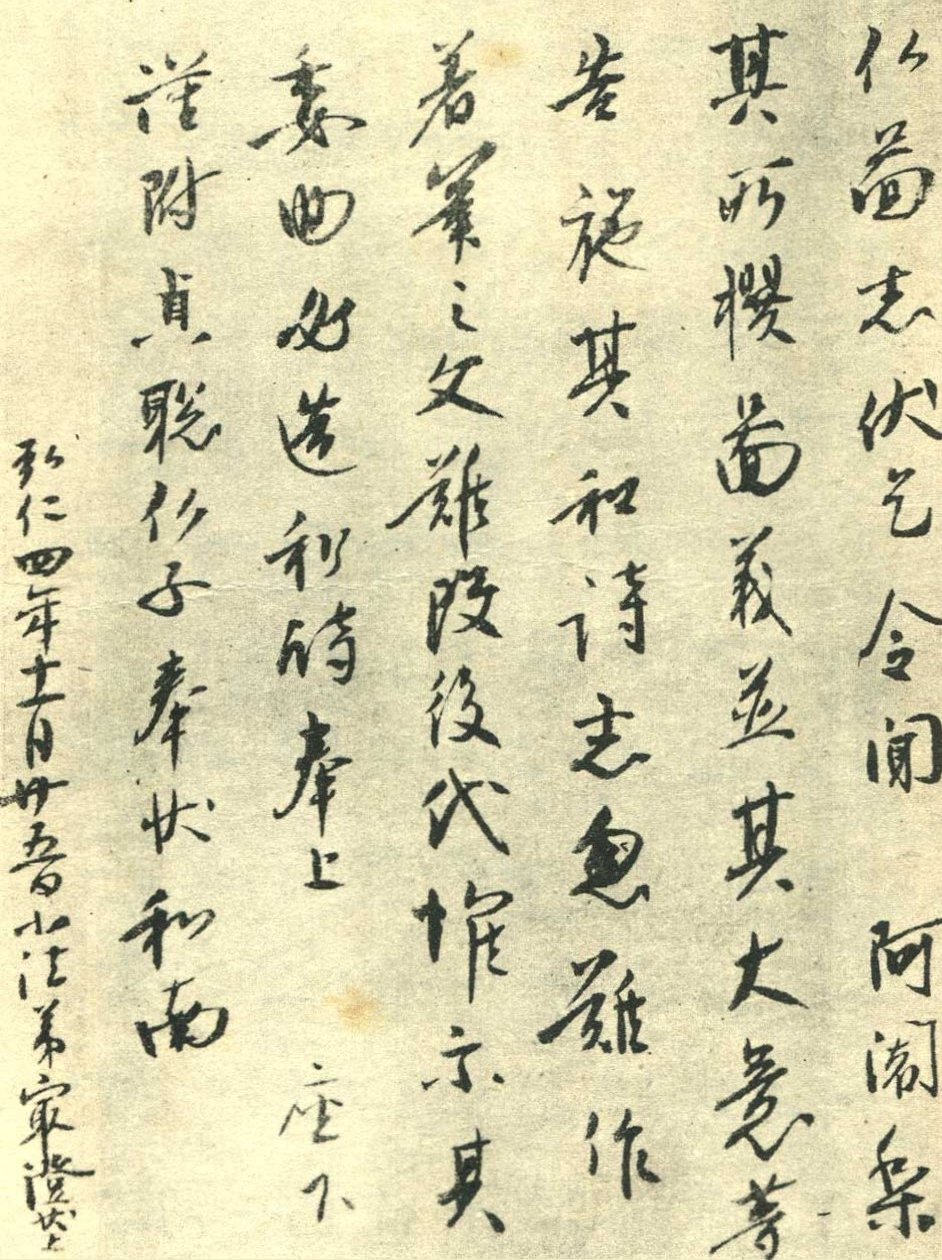
『久隔帖』（部分） 最澄筆

書道界の歴史は書人の歴史であり、日本では飛鳥時代の聖徳太子がすでに書人として登場している。

### 歴史
⇒　日本の書道史を参照

### 日本の書家
飛鳥時代から江戸時代まで、明治時代から現代までに時代を二分し、前者では、書跡と書名のある人物を時代別に分類した一覧とした。後者は、日本の書道界の発展に貢献した書家を、漢字書家と、かな書家に分類した一覧とし、その書に関連する人脈により階層的に表現した。ただし、現存する書家は掲載していない。
飛鳥時代から江戸時代
⇒　日本の書家一覧を参照
明治時代から現代
- 漢字書家　⇒　日本の漢字書家一覧を参照
- かな書家　⇒　日本のかな書家一覧を参照

### 日本の書道展
⇒　書道展を参照

## 中国の書道界

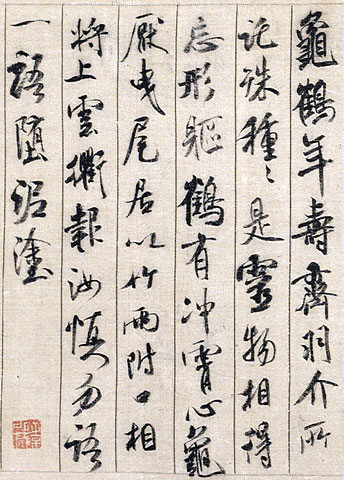
『蜀素帖』（部分） 米芾筆

中国では後漢時代の蔡邕などが書人として登場している。

### 歴史
⇒　中国の書道史を参照

### 中国の書家
中国の書道界の発展に貢献した書家を、後漢時代から時代別に分類した一覧とした。ただし、現存する書家は掲載していない。
⇒　中国の書家一覧を参照